# Nikita (film)
Nikita è un film del 1990 scritto e diretto da Luc Besson.
Il nome della protagonista è ispirato al brano omonimo di Elton John.
Sono state tratte due serie televisive omonime, nel 1997 e nel 2010.
Conta numerose citazioni e omaggi in film, videogiochi e libri.

## Trama
Nikita, una ragazza tossicomane e ribelle proveniente da una banlieue parigina, partecipa con la sua gang a una rapina per procurarsi droga nella farmacia dei genitori di uno degli stessi membri della gang. L'intervento della polizia causa una tragedia con la morte di due poliziotti e tutti i compagni di Nikita eliminati. La ragazza, stordita dalla sua tossicodipendenza, uccide a sangue freddo uno dei poliziotti intervenuti. Per tale motivo viene arrestata, processata e condannata all'ergastolo.
In gran segreto i servizi segreti francesi fingono la sua morte per un overdose di tranquillanti, per trasferirla in una loro struttura dove un agente segreto chiamato Bob le impone la scelta tra diventare una killer professionista per il governo francese o venire uccisa. Dopo alcune iniziali resistenze, Nikita si adatta alla nuova realtà e impara tutti i meccanismi del mestiere attraverso un durissimo addestramento che comprende, oltre a tutto ciò che riguarda la violenza, anche una specie di educazione allo stile condotta dall'esperta ex-maitresse Amande.
Quando l'addestramento sta per finire, Bob la invita a cena al Le Train Bleu, un elegante ristorante, dove riceve in regalo per il suo compleanno una enorme pistola Desert Eagle. Quello che sembrava un invito galante di Bob, in realtà, si rivela il primo incarico della ragazza come assassina del governo. Nikita deve quindi uccidere un uomo che si trova a cena proprio lì e riesce a sopravvivere alla sparatoria che segue alla sua azione. Esce quindi dal centro di addestramento con una nuova identità, per essere un vero killer dei servizi segreti, ricominciando una vita apparentemente normale nella quale risulta essere Marie, una infermiera all'ospedale Salpêtrière. Basterà però una parola al telefono per farla diventare un sicario implacabile: "Joséphine", il suo nome in codice.
Nei primi giorni della sua nuova vita incontra alla cassa di un supermercato Marco. La relazione con lui, iniziata quasi per caso, diventerà invece un rapporto serio e duraturo. Marco le farà scoprire sentimenti che lei non ha mai provato: la tenerezza, il sorriso, la quotidianità, l'amore. La DGSE però continua a esigere il suo debito di sangue. Dopo un incarico "incruento" in un'intercettazione, una sera Nikita invita a cena Bob, che presenta a Marco come un suo zio. Bob, spacciandosi per il titolare di un'agenzia di viaggi, regala ai due un soggiorno a Venezia. Anche in questo caso, però, il regalo nasconde un'altra missione, quella di uccidere una donna, che Nikita esegue freddamente, dopo aver rischiato di farsi scoprire da Marco nella sua doppia veste.
Nella prima missione in cui le viene dato il comando, Nikita viene incaricata di contrastare lo spionaggio industriale ordito dall'ambasciata di una potenza straniera, scoprendo che cosa stanno spiando e a chi sta passando le informazioni l'ambasciatore. A causa di un imprevisto però la situazione degenera e le viene affiancato Victor, un agente spietato e feroce, detto "L'eliminatore", che uccide l'ambasciatore, le sue guardie e il team di Nikita a sangue freddo. Nikita rimane sconvolta ed è costretta a impersonare lei stessa l'ambasciatore per entrare nell'ambasciata e mettere le mani su dei documenti. Riesce a portare a termine la missione ma viene scoperta e nella fuga in macchina Victor rimane gravemente ferito e muore appena seminate le guardie dell'ambasciata. Nikita lo abbandona quindi nell'auto ad un incrocio e scappa in lacrime ancora vestita da ambasciatore.
Al termine di quella drammatica azione, Nikita torna a casa dal suo compagno, che ormai ha scoperto tutta la sua vita segreta. Dopo uno struggente addio, la ragazza se ne va il mattino seguente, lasciando il fidanzato addormentato. Bob si presenta a casa, ma ormai Nikita è fuggita; Marco gli dice di non sapere dove sia andata la ragazza e consegna a Bob i documenti che Nikita ha recuperato nella sua ultima missione e gli chiede di smettere di darle la caccia, visto che ormai la vita della giovane è distrutta. I due si ritrovano soli, a rimpiangere, ognuno a modo suo, Nikita.

## Produzione
Le riprese avvennero principalmente a Parigi: la scena del ristorante (la prima missione) venne realizzata presso il Restaurant Le Train Bleu presso Gare de Lyon; il secondo appartamento di Nikita si trova a Rue Louis Codet; la scena dell'ambasciata venne girata presso l'Hôtel Saint-James, al civico 43 di Avenue Bugeaud; il centro di reclutamento dei servizi segreti era la fabbrica Old Seita. Altre scene vennero realizzate in Italia, a Venezia. Il budget per la realizzazione del film è stato di 7 milioni di dollari.

## Distribuzione
Il film venne distribuito nelle sale cinematografiche francesi il 21 febbraio 1990; in Italia uscì il 17 agosto 1990.
La prima americana avvenne a New York l'8 marzo 1991; venne quindi distribuito al cinema nell'aprile successivo.

## Riconoscimenti
- 1992 – Golden Globe
  - Candidatura al miglior film straniero (Francia)

- 1991 – Premio César
  - Miglior attrice protagonista a Anne Parillaud
  - Candidatura al miglior film a Luc Besson
  - Candidatura alla miglior regia a Luc Besson
  - Candidatura alla migliore promessa maschile a Marc Duret
  - Candidatura alla migliore fotografia a Thierry Arbogast
  - Candidatura al miglior montaggio a Olivier Mauffroy
  - Candidatura alla migliore scenografia a Dan Weil
  - Candidatura alla miglior colonna sonora a Éric Serra
  - Candidatura al miglior sonoro a Michel Barlier, Pierre Befve e Gérard Lamps

- 1991 – David di Donatello
  - Migliore attrice straniera a Anne Parillaud
  - Candidatura al miglior film straniero a Luc Besson

- 1991 – Nastro d'argento
  - Regista del miglior film straniero a Luc Besson

- 1992 – Awards of the Japanese Academy
  - Candidatura al miglior film straniero (Francia)

- 1992 – Chicago Film Critics Association Awards
  - Candidatura all'attrice più promettente a Anne Parillaud
  - Candidatura alla miglior attrice a Anne Parillaud
  - Candidatura al miglior film straniero (Francia)

## Opere derivate o ispirate al film
Ispirandosi al film di Besson sono stati realizzati:
- Nome in codice: Nina, film del 1993 diretto da John Badham ed interpretato da Bridget Fonda, Gabriel Byrne e Dermot Mulroney, remake della pellicola francese.
- Nikita, serie televisiva omonima di produzione canadese (1997-2001).
- Ada Wong, personaggio di Resident Evil, ispirata alla figura di Nikita.[3]
- Carlo Lucarelli scrive nel 1992 un breve racconto, il cui titolo è Nikita. Nel libro i protagonisti sono il poliziotto Marco Coliandro e una giovane ragazza punk chiamata Nikita (per la sua somiglianza con la vera Nikita del film). A sua volta ha ispirato l'episodio "il giorno del lupo" nella serie televisiva "l'ispettore Coliandro".
- Nikita, serie televisiva omonima di produzione statunitense (2010-2013).
- Nina Williams, personaggio della saga videoludica di picchiaduro Tekken.